# Vilniansk (huyện)
Huyện Vilniansk (tiếng Ukraina: Вільнянський район, chuyển tự: Vilniansks’kyi raion) là một huyện của tỉnh Zaporizhia thuộc Ukraina. Huyện Vilniansk có diện tích 1288 km², dân số theo điều tra dân số ngày 5 tháng 12 năm 2001 là 50536 người với mật độ 39 người/km2. Trung tâm huyện nằm ở Vilniansk.